# Carqueiranne
Carqueiranne ([kaʁkeʁan]) est une commune française située dans le département du Var, en région Provence-Alpes-Côte d'Azur.

## Géographie

### Localisation
Carqueiranne est une station balnéaire située à 21,6 km de Toulon, en bord de mer, entre les communes d'Hyères et du Pradet ; elle a été promue Station classée de tourisme en 2019.
Le territoire de la commune est limitrophe de ceux de quatre communes :
| La Garde  | La Crau                         | Hyères |
| Le Pradet | Carqueiranne                    | Hyères |
|           | Mer Méditerranée Golfe de Giens |        |

### Géologie et relief
Elle est encadrée à l'est par la montagne du Mont des Oiseaux et à l'ouest par le massif de la Colle Noire, situé dans la zone du Conservatoire du littoral.
La commune est dotée d'un petit port de plaisance situé dans le quartier des Salettes.

### Hydrographie et eaux souterraines
Cours d'eau sur la commune ou à son aval :
- eaux côtières traversant la commune ; le Grand Vallat ;
- forage de Verdino ;
- puits Astiers.

### Climat
Pour des articles plus généraux, voir Climat de Provence-Alpes-Côte d'Azur et Climat du Var.
En 2010, le climat de la commune est de type climat méditerranéen altéré, selon une étude du Centre national de la recherche scientifique s'appuyant sur une série de données couvrant la période 1971-2000. En 2020, Météo-France publie une typologie des climats de la France métropolitaine dans laquelle la commune est exposée à un climat méditerranéen et est dans la région climatique  Var, Alpes-Maritimes, caractérisée par une pluviométrie abondante en automne et en hiver (250 à 300 mm en automne), un très bon ensoleillement en été (fraction d’insolation > 75 %), un hiver doux (8 °C) et peu de brouillards.  
Pour la période 1971-2000, la température annuelle moyenne est de 15,2 °C, avec une amplitude thermique annuelle de 14,8 °C. Le cumul annuel moyen de précipitations est de 778 mm, avec 6,7 jours de précipitations en janvier et 1,1 jours en juillet. Pour la période 1991-2020, la température moyenne annuelle observée sur la station météorologique de Météo-France la plus proche, « Hyères », sur la commune d'Hyères à 5 km à vol d'oiseau, est de 15,7 °C et le cumul annuel moyen de précipitations est de 668,8 mm. 
La température maximale relevée sur cette station est de 42,3 °C, atteinte le 7 juillet 1982 ; la température minimale est de −11 °C, atteinte le 8 janvier 1985,,. 
| Mois                                  | jan.           | fév.            | mars            | avril           | mai           | juin           | jui.            | août           | sep.          | oct.           | nov.          | déc.            | année     |
| ------------------------------------- | -------------- | --------------- | --------------- | --------------- | ------------- | -------------- | --------------- | -------------- | ------------- | -------------- | ------------- | --------------- | --------- |
| Température minimale moyenne (°C)     | 4,9            | 4,6             | 6,6             | 8,8             | 12,3          | 15,7           | 18,1            | 18,3           | 15,5          | 12,8           | 8,8           | 5,9             | 11        |
| Température moyenne (°C)              | 9,2            | 9,2             | 11,3            | 13,5            | 17,1          | 20,8           | 23,4            | 23,6           | 20,5          | 17,1           | 13            | 10,1            | 15,7      |
| Température maximale moyenne (°C)     | 13,6           | 13,8            | 16              | 18,1            | 21,9          | 25,8           | 28,8            | 29             | 25,4          | 21,4           | 17,1          | 14,3            | 20,4      |
| Record de froid (°C) date du record   | −11 08.01.1985 | −7,1 10.02.1986 | −5,9 06.03.1971 | −0,4 01.04.1975 | 1 01.05.1960  | 6,5 01.06.1986 | 9,9 01.07.1991  | 8,6 31.08.1986 | 6 15.09.1965  | 2,3 28.10.1980 | −2 23.11.1998 | −4,9 28.12.1962 | −11 1985  |
| Record de chaleur (°C) date du record | 23 19.01.07    | 23,3 03.02.20   | 25,9 19.03.1998 | 27,2 23.04.09   | 35,6 28.05.06 | 36,5 19.06.09  | 42,3 07.07.1982 | 37,8 05.08.17  | 36,5 05.09.16 | 29,7 09.10.12  | 25 06.11.13   | 23,9 12.12.1961 | 42,3 1982 |
| Précipitations (mm)                   | 73,7           | 51,2            | 44              | 55,2            | 39,5          | 36,6           | 7,8             | 14,4           | 57,9          | 105,1          | 108,6         | 74,8            | 668,8     |

| Diagramme climatique                                  |             |         |             |              |              |             |            |              |               |              |             |
| J                                                     | F           | M       | A           | M            | J            | J           | A          | S            | O             | N            | D           |
| 13,64,973,7                                           | 13,84,651,2 | 166,644 | 18,18,855,2 | 21,912,339,5 | 25,815,736,6 | 28,818,17,8 | 2918,314,4 | 25,415,557,9 | 21,412,8105,1 | 17,18,8108,6 | 14,35,974,8 |
| Moyennes : • Temp. maxi et mini °C • Précipitation mm |             |         |             |              |              |             |            |              |               |              |             |

Les paramètres climatiques de la commune ont été estimés pour le milieu du siècle (2041-2070) selon différents scénarios d'émission de gaz à effet de serre à partir des nouvelles projections climatiques de référence DRIAS-2020. Ils sont consultables sur un site dédié publié par Météo-France en novembre 2022.

## Urbanisme

### Typologie
Au 1er janvier 2024, Carqueiranne est catégorisée centre urbain intermédiaire, selon la nouvelle grille communale de densité à sept niveaux définie par l'Insee en 2022.
Elle appartient à l'unité urbaine de Toulon, une agglomération inter-départementale regroupant 27  communes, dont elle est une commune de la banlieue,,. Par ailleurs la commune fait partie de l'aire d'attraction de Toulon, dont elle est une commune de la couronne,. Cette aire, qui regroupe 35 communes, est catégorisée dans les aires de 200 000 à moins de 700 000 habitants,.
La commune, bordée par la mer Méditerranée, est également une commune littorale au sens de la loi du 3 janvier 1986, dite loi littoral. Des dispositions spécifiques d’urbanisme s’y appliquent dès lors afin de préserver les espaces naturels, les sites, les paysages et l’équilibre écologique du littoral, tel le principe d'inconstructibilité, en dehors des espaces urbanisés, sur la bande littorale des 100 mètres, ou plus si le plan local d’urbanisme le prévoit.

### Occupation des sols
Le tableau ci-dessous présente l'occupation des sols détaillée de la commune en 2018, telle qu'elle ressort de la base de données européenne d’occupation biophysique des sols Corine Land Cover (CLC).
| Type d’occupation                                                               | Pourcentage | Superficie (en hectares) |
| ------------------------------------------------------------------------------- | ----------- | ------------------------ |
| Tissu urbain discontinu                                                         | 36,9 %      | 549                      |
| Vignobles                                                                       | 0,9 %       | 13                       |
| Systèmes culturaux et parcellaires complexes                                    | 25,5 %      | 380                      |
| Surfaces essentiellement agricoles interrompues des espaces naturels importants | 3,0 %       | 44                       |
| Forêts de conifères                                                             | 21,2 %      | 316                      |
| Forêts mélangées                                                                | 8,5 %       | 126                      |
| Végétation sclérophylle                                                         | 3,2 %       | 48                       |
| Mers et océans                                                                  | 0,8 %       | 12                       |
| Source : Corine Land Cover                                                      |             |                          |

### Transports en commun

#### Lignes SNCF
La ville était autrefois reliée à Toulon par la ligne ferroviaire à voie étroite exploitée par les Chemins de fer de Provence (Chemin de fer du Sud de la France jusqu'en 1925) : cette ligne du littoral varois qui reliait Saint-Raphaël à Toulon fut fermée le 16 mai 1948, et le service voyageur transféré sur route par autocar (l'ancienne plateforme est toujours visible, en grande partie transformée en piste cyclable).
La gare la plus proche de Carqueiranne est la Gare d'Hyères.

#### Lignes Réseau Mistral

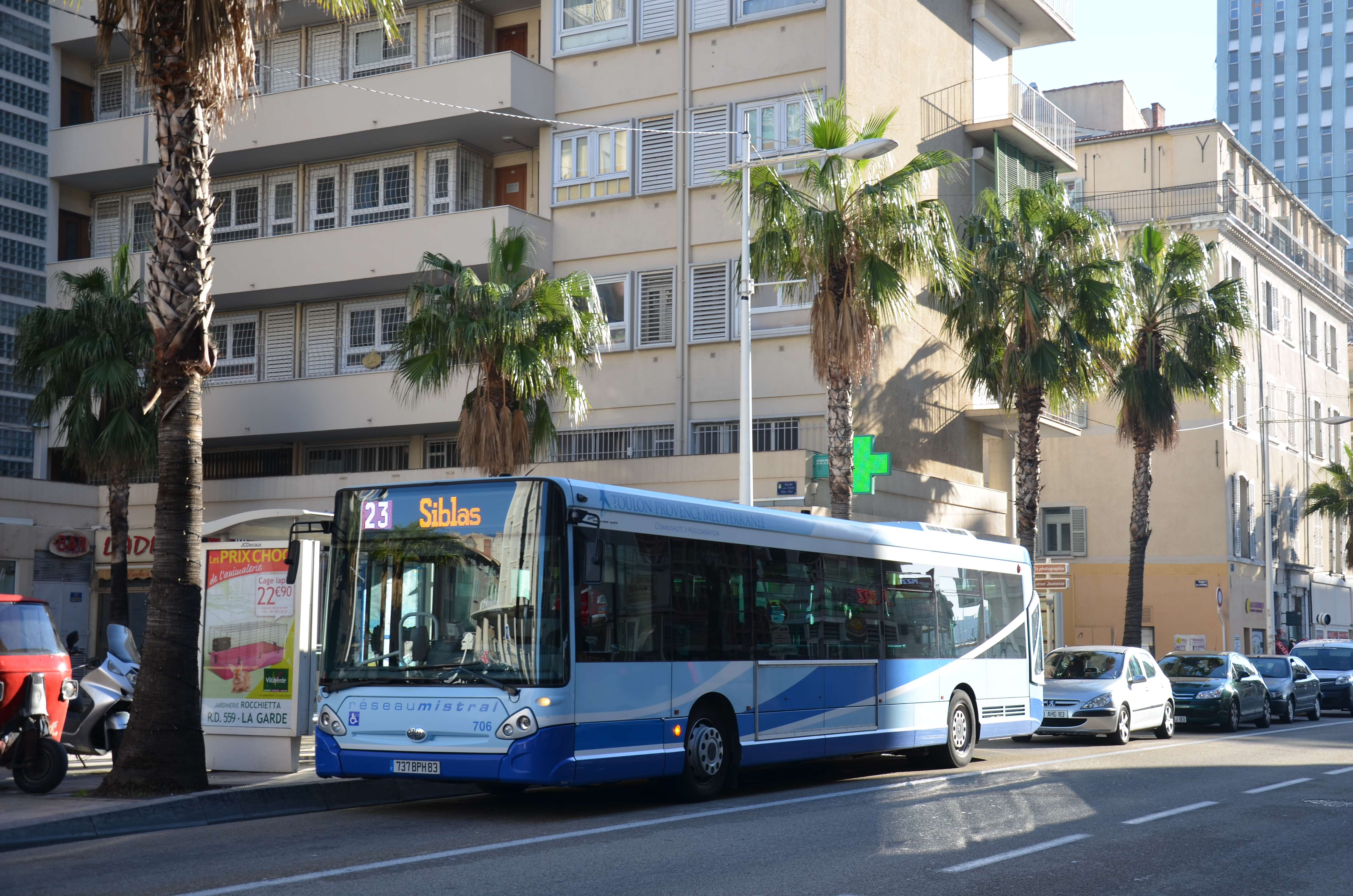
La commune est desservie par plusieurs lignes du réseau Mistral.

- Transport en Provence-Alpes-Côte d'Azur
- Ligne 39 qui relie la "Gare Routière de Toulon" au "Lycée Golf Hôtel" (Hyères).
- Ligne 92 qui relie "Carthage" (Carqueiranne) à "Planquette" (La Garde).
- Ligne 23 qui relie la "Gare SNCF de Toulon" à l'Espace 3000 à Hyères.
- Ligne Appel Bus 49 (AB49) qui dessert en appel bus les villes de : La Garde, Le Pradet, La Crau.
- Ligne Appel Bus 93 (AB93) qui dessert en appel bus tous les quartiers internes à Carqueiranne.

#### Transports aériens
Les aéroports les plus proches sont :
- l'aéroport de Toulon-Hyères (sur la commune voisine de Hyères) ;
- l'aéroport de Marseille Provence ;
- l'aéroport de Nice-Côte d'Azur.

#### Ports
- Ports proches en Provence-Alpes-Côte d'Azur :
  - Rade de Toulon,
  - Port Lympia (Port de Nice),
  - Port de Marseille,
  - Port Hercule (Port de Monaco).

### Risques naturels et technologiques
La commune est située en zone de sismicité 2 (sismicité faible),.

## Toponymie
Carqueiranne pourrait être un dérivé redoublé de *kar, mot pré-indo-européen signifiant « pierre », avec le suffixe -ana. On retrouve une formation identique dans Carcarès.
Le nom de la commune en provençal est Carqueirano en graphie mistralienne et Carcairana en graphie classique. En provençal, comme dans une bonne moitié des pays de langue d'oc, la diphtongue -ai prétonique a évolué en -ei, d'où la prononciation [kaʁkej'ranɔ].

## Histoire
Traces de vestiges néolithiques 2100-1800 avant J.-C..
Du XIe siècle au XIIIe siècle, la terre de Carqueiranne appartint à la seigneurie de Fos et au XVe siècle, elle fut donnée par le bon Roi René à Jean-Baptiste de Morance. C'est ce seigneur qui cosigna en qualité de témoin l'acte du premier codicille de Charles III, léguant la Provence à Louis XI, roi de France. Une partie de la seigneurie passa sous la juridiction d'Hyères. Les consuls resteront seigneurs de Carqueiranne jusqu'à la Révolution.
L'évêque de Toulon, Louis de La Tour du Pin de Montauban, décéda au château de Carqueiranne le 12 septembre 1737.
La commune de Carqueiranne a été créée le 3 février 1895 à partir d'une section de la commune d'Hyères.

## Politique et administration

### Intercommunalité
Carqueiranne fait partie de la communauté d'agglomération Toulon Provence Méditerranée et bénéficie du schéma de cohérence territoriale (SCOT) « Provence Méditerranée ».

### Liste des maires
| Période                                  | Période                | Identité                       | Étiquette       | Qualité |
| ---------------------------------------- | ---------------------- | ------------------------------ | --------------- | --- |
| Les données manquantes sont à compléter. |                        |                                |                 | |
| 1895                                     | 1896                   | Félix-Marius-Hyacinthe Rébufat |                 | Agent voyer |
| 1896                                     | ?                      | Albert Foucher                 |                 | Propriétaire |
| 1919                                     | 1929                   | Jacques Richet                 |                 | Propriétaire |
| mars 1971                                | mars 1983              | Armand Conan                   | PCF             | Instituteur puis conseiller pédagogique |
| mars 1983                                | 1997 (décès)           | Bernard Houillot               | ALC             | |
| 1997                                     | avril 2015 (démission) | Marc Giraud                    | RPR puis UMP-LR | Sapeur-pompier professionnel retraité Conseiller général (1999 → 2015) puis départemental de La Crau (2015 → 2022) Président du conseil départemental du Var (2015 → 2022) |
| avril 2015                               | juin 2020              | Robert Masson                  | LR              | Ingénieur retraité |
| juin 2020                                | En cours               | Arnaud Latil                   | DVD             | Infirmier libéral |

### Affaire politico-financière
En septembre 2022, l'ancien maire de la commune Marc Giraud, est condamné pour des faits de détournement d'argent public dans le cadre d'un emploi fictif.
Un rapport d'observations définitives sur la gestion de Carqueiranne, à compter de l'exercice 2009, a été établi le 10 février 2016.

### Budget et fiscalité 2020
En 2020 le budget de la commune était constitué ainsi :
- total des produits de fonctionnement : 16 346 000 €, soit 1 656 € par habitant ;
- total des charges de fonctionnement : 15 037 000 €, soit 1 524 € par habitant ;
- total des ressources d'investissement : 9 351 000 €, soit 948 € par habitant ;
- total des emplois d'investissement : 9 463 000 €, soit 959 € par habitant ;
- endettement : 19 809 000 €, soit 2 007 € par habitant.

Avec les taux de fiscalité suivants :
- taxe d'habitation : 20,10 % ;
- taxe foncière sur les propriétés bâties : 19,58 % ;
- taxe foncière sur les propriétés non bâties : 62,10 % ;
- taxe additionnelle à la taxe foncière sur les propriétés non bâties : 0,00 % ;
- cotisation foncière des entreprises : 0,00 %.

Chiffres clés Revenus et pauvreté des ménages en 2018 : médiane en 2018 du revenu disponible, par unité de consommation : 25 350 €.

## Équipements et services publics

### Eau et déchets
La commune dispose d'une station d'épuration de 121 667 équivalent-habitant.

### Enseignement
La ville de Carqueiranne possède :
- deux écoles maternelles, Romain-Rolland et Saint-Exupéry,
- deux écoles primaires, Marcel-Pagnol et Jules-Ferry,
- et un collège, le collège Joliot-Curie.

### Santé
Professionnels et établissements de santé :
- Pharmacies,
- Médecins,
- Infirmiers.
- Hôpitaux :
  - Hôpital San Salvadour, à Hyères,
  - Hôpital Renée-Sabran, à Hyères,
  - Hôpital d'instruction des armées Sainte-Anne, à Toulon,
  - Centre hospitalier intercommunal Toulon-La Seyne-sur-Mer.

### Cultes
- Culte catholique : paroisse Sainte Marie-Madeleine, diocèse de Fréjus-Toulon[40].

## Population et société

### Démographie

#### Évolution démographique
L'évolution du nombre d'habitants est connue à travers les recensements de la population effectués dans la commune depuis 1896. Pour les communes de moins de 10 000 habitants, une enquête de recensement portant sur toute la population est réalisée tous les cinq ans, les populations de référence des années intermédiaires étant quant à elles estimées par interpolation ou extrapolation. Pour la commune, le premier recensement exhaustif entrant dans le cadre du nouveau dispositif a été réalisé en 2008.

En 2022, la commune comptait 9 412 habitants, en évolution de −4,41 % par rapport à 2016 (Var : +4,98 %, France hors Mayotte : +2,11 %).
| 1896  | 1901  | 1906  | 1911  | 1921  | 1926  | 1931  | 1936  | 1946  |
| ----- | ----- | ----- | ----- | ----- | ----- | ----- | ----- | ----- |
| 1 387 | 1 515 | 1 850 | 2 024 | 1 928 | 2 085 | 2 114 | 2 154 | 2 129 |

| 1954  | 1962  | 1968  | 1975  | 1982  | 1990  | 1999  | 2006  | 2008  |
| ----- | ----- | ----- | ----- | ----- | ----- | ----- | ----- | ----- |
| 2 798 | 3 826 | 4 449 | 5 131 | 6 199 | 7 118 | 8 436 | 9 482 | 9 779 |

| 2013  | 2018  | 2022  | - | - | - | - | - | - |
| ----- | ----- | ----- | - | - | - | - | - | - |
| 9 905 | 9 555 | 9 412 | - | - | - | - | - | - |

### Manifestations culturelles et festivités
Depuis l'an 2000, la ville organise gratuitement une dizaine de conférences historiques par an. Le thème de la 15e saison, 2014 2015, est La femme et ses multiples facettes dans l'histoire. La centième conférence se déroule en 2015.

### Sport
L’équipe de rugby à XV, le Rugby club Carqueiranne-Hyères, fut un temps connue, notamment à l’époque des frères Cabrol. Depuis lors ce sport a fortement reculé dans la commune.

## Économie

### Entreprises et commerces

#### Agriculture
- Activités agricoles diverses.
- Culture florale : tulipes et glaïeuls.

#### Tourisme
- La commune dispose de 6 plages[47].

#### Commerces
- Commerces de proximité[48].

## Culture locale et patrimoine

### Lieux et monuments
- L'église Sainte-Madeleine[49] a été construite en 1844, et les deux chapelles latérales en 1858[50].

L'orgue de style néo-baroque, construit vers 1960 par Detlef Kleuker (1922-1988) pour l’église luthérienne « Christuskirche » de Beckum en Allemagne, a été placé à l’église Sainte-Marie-Madeleine de Carqueiranne en 1997 sous l’impulsion du père Laurent Garcia, précédent curé de la paroisse.
Le mobilier : statues de sainte Marie-Madeleine, sainte Catherine d’Alexandrie, saint Vincent, sainte Thérèse de l’Enfant-Jésus, saint Louis, saint Antoine de Padoue, sainte Jeanne d’Arc, Notre-Dame, saint Joseph, Notre-Dame de Lourdes, La Vierge et l'Enfant.
- La chapelle Saint-Vincent[52] en bord de mer, remise en service en 1803 après le 1er concordat de 1801[53].
- Le Fort de la Bayarde, batterie côtière de 1890, construite pour défendre Toulon[réf. souhaitée]. On y organise des spectacles en été[54].

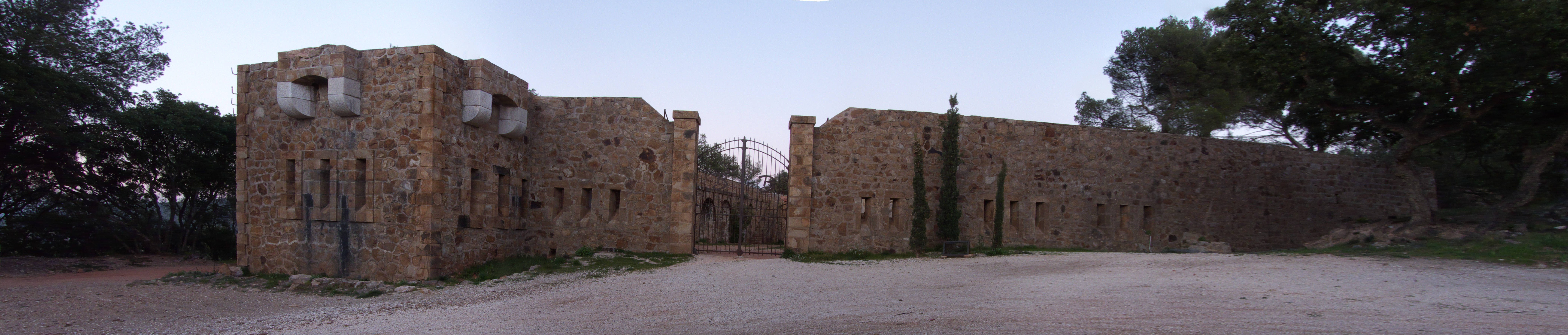
Entrée du fort de la Bayarde.

- Le hameau Bellevue : ensemble de 117 logements sociaux construits en 1978. Premier grand prix d'urbanisme national du logement social[55].
- Le château de Carqueiranne[56] dit aujourd'hui château Richet : château du XVIIe siècle, de style Renaissance à trois niveaux[57], flanqué de tours rondes crénelées en angles. Didier-Dominique-Alfred Richet (1816-1891), professeur, achète cette demeure qui portera son nom en 1873. Son fils, Charles Richet (1850-1935), prix Nobel de médecine en 1913, fut proche du prince Rainier de Monaco et de la famille Breguet qui lui a permis de développer les aéroplanes[58], avec Victor Tatin.
- Monuments commémoratifs :
  - monument aux morts, conflits commémorés 1914-1918 et 1939-1945[59] ;
  - la stèle Richet, érigée à la pointe Peno en 1921 réunit en un même hommage à l'aviation, Victor Tatin, inventeur, Charles Richet, scientifique et humaniste, et son fils Alfred, aviateur mort au combat. Elle cite : « Ici fut lancé en mai 1896 et juin 1897, un premier aéroplane par Charles Richet et Victor Tatin, en présence d'Albert Richet, officier aviateur, mort pour la France au combat d'Anizy-le-Château, 29 août 1918. Jacques Richet, maire de Carqueiranne, mai 1921. Ausus se credere coelo (Oser croire au ciel)[60],[61] ».
- Carqueiranne possède un riche patrimoine naturel : trois parcs paysagés (parc des Pins Penchés[62], parc Beau Rivage[63] et Parc Saint-Vincent[64]), un jardin public (le jardin Beziaud[65]), six plages (le Pradon, Peno, les Pins Penchés, Beau Rivage, le Coupereau, le Bau Rouge)[66].
- Les fours à chaux à la Sabatière[67] et au Paradis[68].
- La Villa Bettyzou est une grande bâtisse de front de mer. Elle a été construite en 1930, par l'architecte Léon David, sur la demande de Bernard Natan[69] producteur de cinéma[70]. Malheureusement sa société de cinéma fait faillite et il est ensuite déporté à Auschwitz. La villa est donc vendue par les liquidateurs. À partir de 1952[71], sa vocation est de recevoir des enfants de 6 à 13 ans souffrant d'obésité[72]. Elle a été achetée en 2015 par Richard Virenque. Son objectif est « la création d'un hôtel de 55 chambres, d'un centre de remise en forme et d'un centre de sensibilisation à l'environnement, d'une surface de plancher de 6 986 m2 »[70]. Le 25 janvier 2021, le tribunal administratif annule le permis de construire pour non conformité avec la Loi littoral[73].

### Personnalités liées à la commune

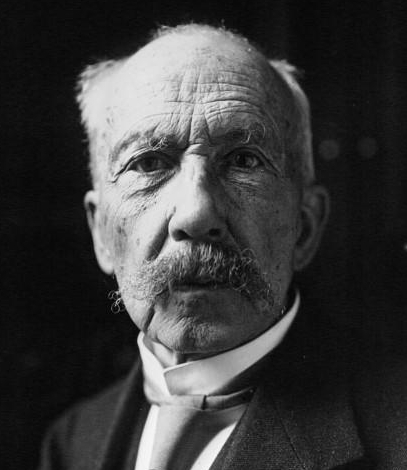
Charles Richet en 1922.

- Louis de La Tour du Pin de Montauban (1698-1737), évêque de Toulon, abbé de l'abbaye d'Aniane et de l'Aa Saint-Guilhem-le-Désert, décédé au château de Carqueiranne le 12 septembre 1737.
- Cristina Trivulzio Belgiojoso, y séjourna dans les années 1820.
- Emile Jahandiez (1876-1938), explorateur et botaniste amateur français qui se spécialisa aussi en bryologie.
- Charles Richet (1850-1935), prix Nobel de médecine en 1913, propriétaire du château Richet[74].
- Casimir Mouttet (1922-1994)[75].
- Richard Virenque, ancien cycliste professionnel[76].
- Yoann Maestri, joueur de rugby à XV international français, jouant actuellement au Stade français.

### Blasonnement
| Blason de Carqueiranne | Les armes de Carqueiranne se blasonnent : De sinople à l'araire d'argent, au chef d'or chargé de trois (fleurs de) tulipes feuillées chacune de deux pièces de gueules, mouvant du trait du chef. "Per la voio e per l'araire" (par le courage et par la charrue) |